# Taracticus vitripennis
Taracticus vitripennis là một loài ruồi trong họ Asilidae. Taracticus vitripennis được Bellardi miêu tả năm 1861. Loài này phân bố ở vùng Tân nhiệt đới.